# Elektrociepłownia Lublin-Wrotków

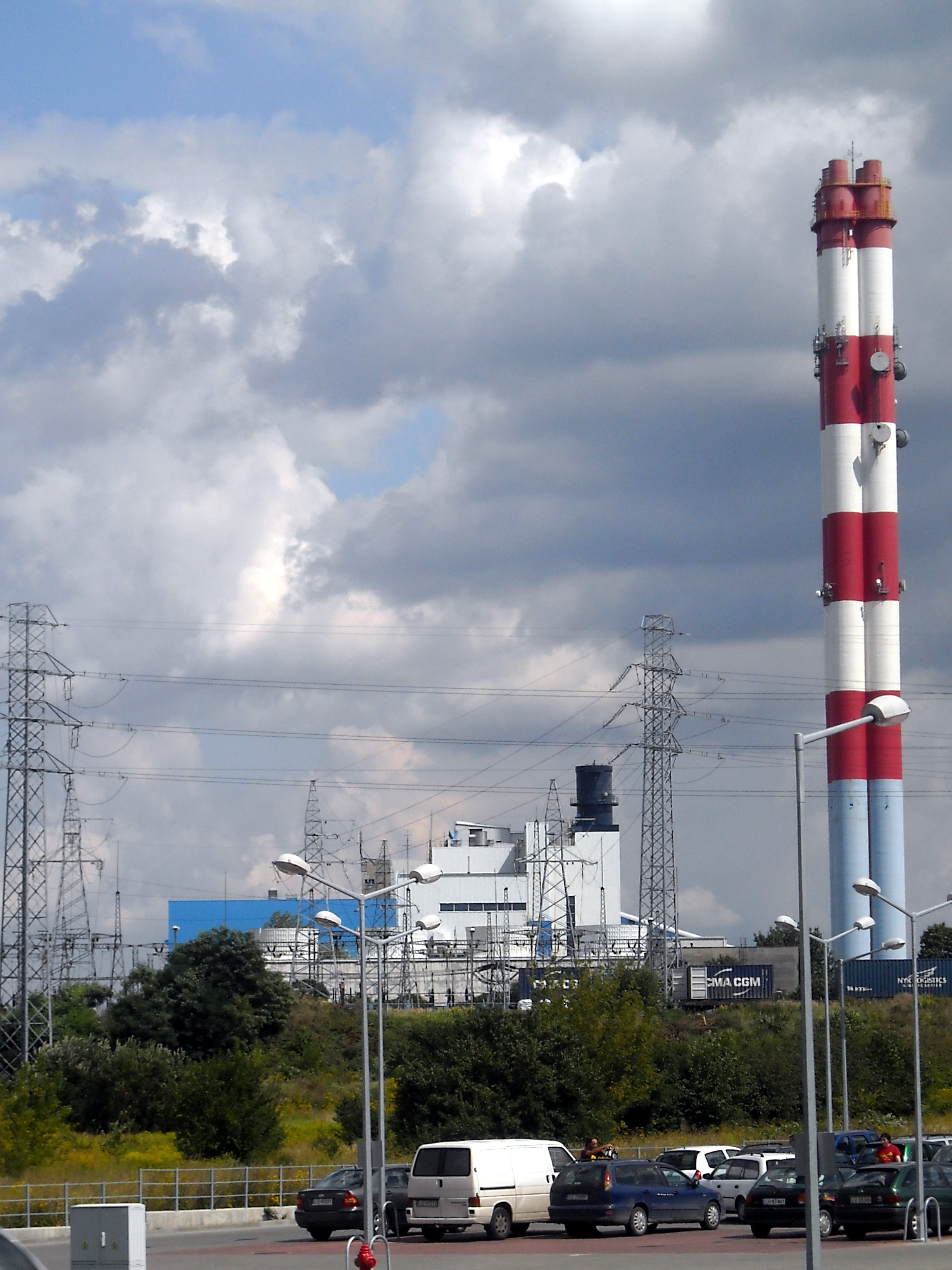
PGE Energia Ciepła S.A. Oddział Elektrociepłownia w Lublinie Wrotków (widok od ul. Diamentowej)

PGE Energia Ciepła S.A. Oddział Elektrociepłownia w Lublinie Wrotków – elektrociepłownia w Lublinie w dzielnicy Wrotków (stąd nazwa „Lublin-Wrotków”), wchodząca w skład Grupy Kapitałowej PGE (Polskiej Grupy Energetycznej S.A.), stanowiąca największe źródło energii elektrycznej i cieplnej na Lubelszczyźnie i posiadająca największy blok gazowo-parowy w Polsce

## Historia
Historia PGE EC Lublin-Wrotków sięga roku 1973:
- 1973 – podjęcie decyzji o budowie nowego źródła ciepła w lubelskiej dzielnicy Wrotków;
- 1974 – budowa obiektów energetycznych;
- 1976 – oddanie do eksploatacji pierwszych 2 kotłów;
- 1979 i 1985 – oddanie do eksploatacji kolejnych 2 kotłów;
- 1995 – zawiązanie spółki pod nazwą „Elektrociepłownia Lublin-Wrotków Spółka z ograniczoną odpowiedzialnością” z siedzibą w Lublinie, wpisanie jej do rejestru handlowego i rozpoczęcie działalności na bazie wniesionego aportem majątku ówczesnego Zakładu Energetycznego Lublin S.A., obecnie Lubelskich Zakładów Energetycznych S.A. – jedynego jej udziałowca;
- 2002 – zakończenie następnej inwestycji – bloku gazowo-parowego o mocy cieplnej 150 MWt i elektrycznej 235 MWe[3];
- 2008 – funkcjonowanie spółki w strukturach Grupy PGE Polska Grupa Energetyczna S.A. i zarejestrowanie w KRS nowej nazwy spółki, zmienionej z „Elektrociepłownia Lublin-Wrotków Spółka z ograniczoną odpowiedzialnością” na „PGE Górnictwo i Energetyka Konwencjonalna S.A. Oddział Elektrociepłownia Lublin-Wrotków”[3].

## Dane techniczne
Elektrociepłownia dysponuje urządzeniami wytwórczymi:
- kotły wodne WP-70 nr 1 i 2;
- kotły wodne WP-120 nr 3 i 4 produkcji RAFAKO;
- blok gazowo-parowy produkcji Ansaldo Energia SpA(inne języki).

Łączna moc zainstalowana wynosi 592 MWt (mocy cieplnej) i 235 MWe (mocy elektrycznej).
Elektrociepłownia spełnia wszystkie obowiązujące w Unii Europejskiej normy dotyczące ochrony środowiska – posiada pozwolenie zintegrowane na eksploatację instalacji do spalania paliw w przemyśle energetycznym, co jest warunkiem koniecznym do prowadzenia eksploatacji instalacji wytwórczych w energetyce.
Podstawową jednostką wytwórczą elektrociepłowni jest blok gazowo-parowy (BGP) produkujący energię elektryczną i ciepło w skojarzeniu z wykorzystaniem gazu ziemnego wysokometanowego jako paliwa podstawowego.
Kotły wodne opalane węglem kamiennym przejmują obciążenie szczytowe sieci ciepłowniczej w sezonie grzewczym, tj. po osiągnięciu przez blok maksymalnej mocy cieplnej oraz zabezpieczają dostawy ciepła w okresie postoju bloku.
Podstawowym paliwem produkcyjnym dla BGP jest gaz ziemny wysokometanowy. Warunki jego zakupu określa Umowa kupna-sprzedaży gazu ziemnego wysokooktanowego z dnia 2 lipca 1999 r. zawarta z Polskim Górnictwem Naftowym i Gazownictwem S.A.